# Stadio Roland Garros
Lo stadio Roland Garros (in francese Stade Roland-Garros) è un complesso sportivo tennistico francese, che si trova nel XVI arrondissement di Parigi, teatro nei mesi di maggio e giugno degli Open di Francia, uno dei quattro tornei del Grande Slam nonché principale torneo tennistico su terra rossa.
L'impianto è dedicato alla memoria di Roland Garros, aviatore ed eroe francese della prima guerra mondiale, primo pilota a sorvolare il Mar Mediterraneo e primo a installare una mitragliatrice "frontale" sugli aerei da combattimento per permettergli di svolgere le due fasi, del pilotare e dello sparare, contemporaneamente. Gli 8,5 ettari su cui si estende comprendono venti campi, tra cui tre principali, Les Jardins de Roland-Garros, un grande ristorante con un complesso di punti ristoro, Le Village, area dedicata alla stampa e ai VIP, il Centre National de l'Entrainement e il Tenniseum, un museo multimediale bilingue sulla storia del tennis.

## Campi principali

### Court Philippe Chatrier

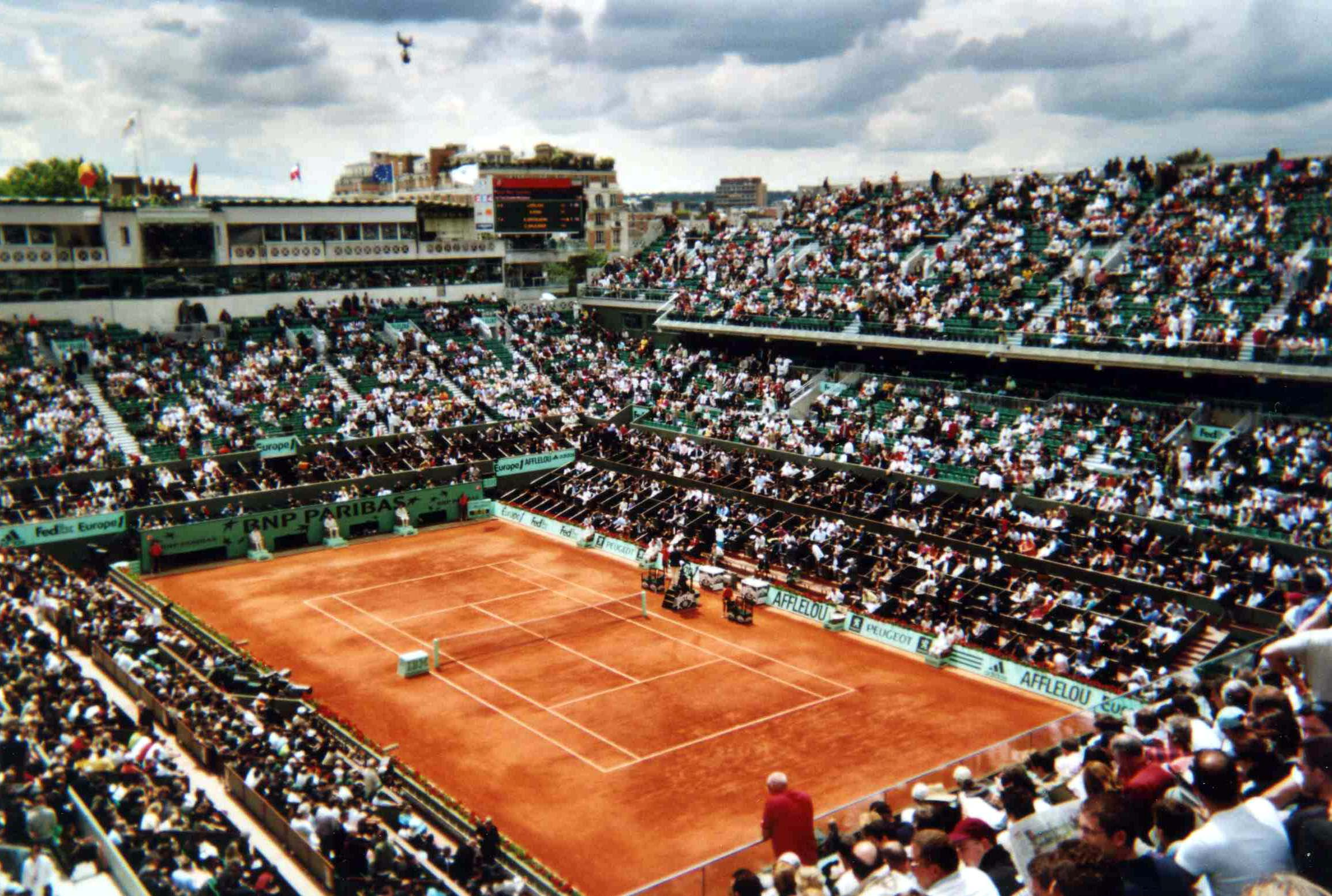
Interno del Court Philippe Chatrier nel 2007

Il Court Philippe Chatrier è il principale campo da tennis dell'impianto.
Costruito nel 1928 sul progetto dell'architetto Louis Faure-Dujarric, fu soggetto ad un ampliamento nel 1979 quando venne costruita la tribuna B, la capienza fu ulteriormente aumentata a 15.166 posti con le ristrutturazioni delle tribune A e D nel 2000 e C nel 2008, per poi essere ridotta a 14.840 spettatori nel 2010 per l'ampliamento degli spazi riservati alla stampa.
Nel 2001 lo stadio, fino ad allora conosciuto come "Court Central", fu intitolato alla memoria di Philippe Chatrier, presidente dal 1973 al 1993 della Federazione tennistica francese e dal 1977 al 1991 dell'ITF, tra i maggiori responsabili della reintroduzione del tennis nel programma dei Giochi olimpici avvenuta ai Giochi della XXIV Olimpiade di Seul nel 1988. Nel 2010 ognuna delle quattro tribune è stata dedicata ad uno dei Quattro moschettieri del tennis francese, Jacques Brugnon, Jean Borotra, Henri Cochet e René Lacoste che dominarono il tennis negli anni '20 e '30.
Fu proprio in occasione della difesa del titolo della Coppa Davis conquistato per merito di questi tennisti che nel 1927 cominciò la costruzione di tutto l'impianto.
Dopo l'edizione del 2018, il Philippe Chatrier fu demolito e ricostruito dalle fondazioni in tempo per ospitare l'edizione successiva. Il rinnovo fu completato per l'edizione del 2020, disputata eccezionalmente a settembre per le restrizioni dovute alla pandemia di COVID-19, con l'aggiunta del tetto retrattile e nuovi riflettori. Con questa ristrutturazione, è stata migliorata la visuale e la capienza è stata portata a 15.000 spettatori.

### Court Suzanne Lenglen

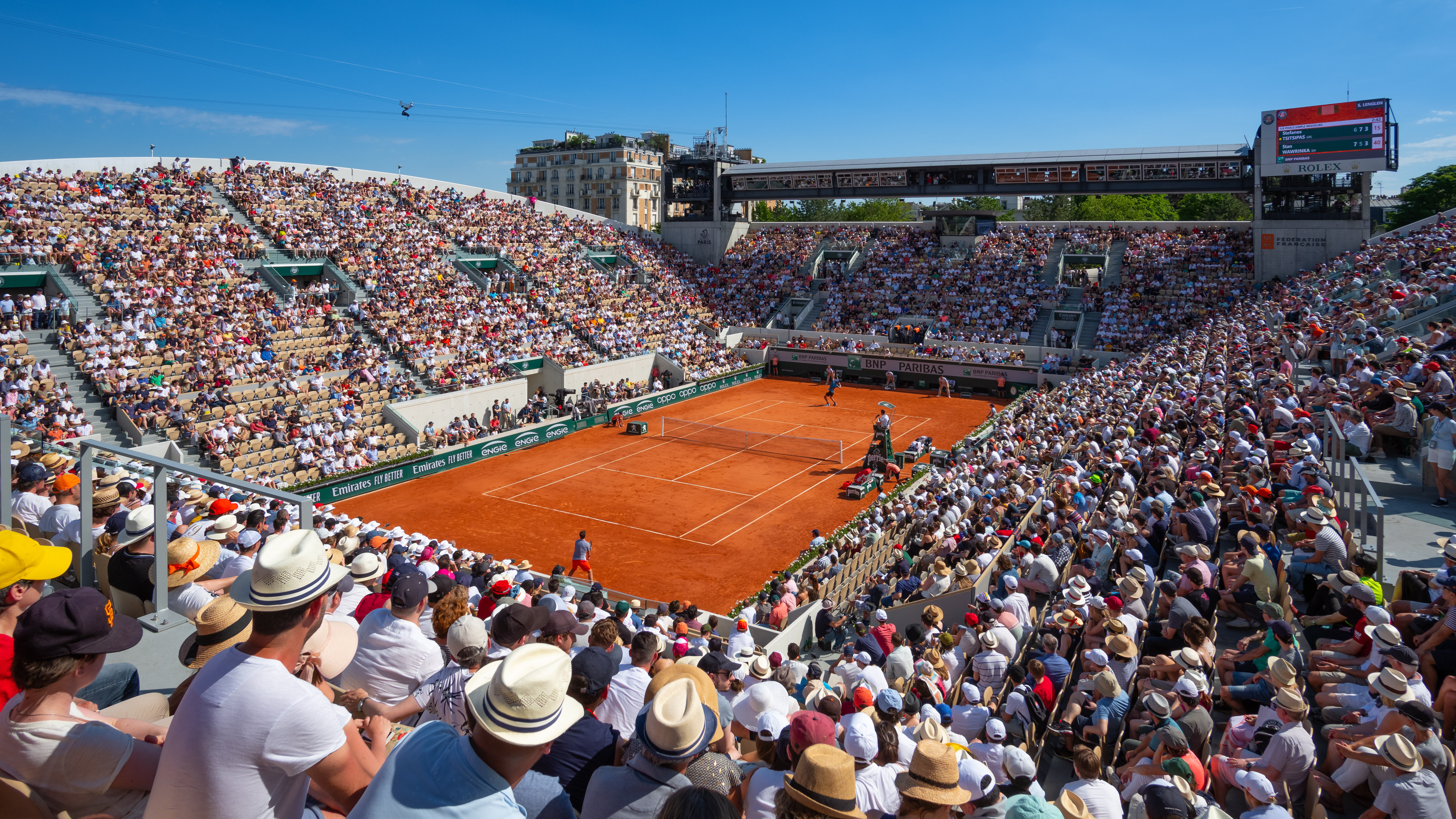
Il Lenglen durante un match del torneo singolare maschile

Il Court Suzanne Lenglen venne costruito nel 1994 e ad oggi ha una capienza di 10.068 persone. Originariamente chiamato "Court A", nel 1997 venne intitolato alla memoria della leggendaria campionessa francese vincitrice di venticinque titoli dello slam tra singolare, doppio e doppio misto, La Divine (la divina), capace di conquistare anche due ori olimpici ai Giochi di Anversa nel 1920. Sopra l'entrata est del campo è posizionata un bassorilievo in bronzo della tennista, creata dallo scultore italiano Vito Tongiani e, come accade per Chatrier per il torneo maschile, il trofeo assegnato ogni anno alla vincitrice del torneo femminile è stato rinominato "Le Coupe Suzanne Lenglen".
Il campo ha un sistema di irrigazione sotterraneo, il primo del suo genere, per controllare l'umidità del terreno anche sotto la superficie.
Nel 1994 il passaggio che congiunge lo Chatrier e il Lenglen è stato rinominato "Allée Marcel Bernard", in onore al tennista francese degli anni 40 deceduto lo stesso anno.

### Court Simonne Mathieu e Court 1
Chiamato anche "Bullring", l'equivalente inglese di Plaza de toros, a causa della sua forma circolare, il Court 1 è stato per molti anni il terzo campo del complesso per importanza, divenendo il quarto nel 2019 dopo la costruzione del Court Simonne Mathieu, nuovo stadio avente una capienza di 5.000 posti. L'architetto del Court 1, l'ex campione junior francese Jean Lovera, lo progettò deliberatamente in contrasto con l'adiacente ed estremamente geometrico Court Philippe Chatrier. Il campo da 3.800 posti fu costruito nel 1980 ed era apprezzato per le sue piccole dimensioni e per la vicinanza degli spalti al campo; un'altra sua particolarità era il posizionamento degli spazi riservati alla stampa, situati al livello del campo dietro la linea sud di fondocampo.
Nel 2020 l'impianto è stato demolito per far posto a un'area verde.

## Altri luoghi d'interesse

La mappa dell'impianto

### Place des Mousquetaires
La piazza, situata tra il Court 1 e il Court Chatrier, fu inaugurata il 26 maggio 1989 da Philippe Chatrier ed è dedicata ai quattro moschettieri del tennis francese Lacoste, Borotra, Brugnon e Cochet.
Lo scultore italiano Vito Tongiani ha scolpito in bronzo le statue dei Mosquetaires ed anche un bassorilievo di Suzanne Lenglen.